# Lee Jong-hyuk
Lee Jong-hyuk (en hangul, 이종혁; hanja: 李鐘赫; RR: I Jong-hyeok; n. 31 de julio de 1974-) es un actor surcoreano.

## Biografía
Estudió en el departamento de teatro del Instituto de las Artes de Seúl (Seoul Institute of The Arts).
En 2002 se casó con su novia Choi Eun-ae (최은애) después de salir por seis meses, la pareja tiene dos hijos: Lee Tak-soo (이탁수) nacido el 7 de diciembre de 2003 y Lee Joon-soo (이준수) nacido el 25 de octubre de 2007.

## Carrera
Es miembro de la agencia Big Boss Entertainment (빅보스엔터테인먼트). Previamente fue miembro de la agencia DAIN Entertainment (다인엔터테인먼트, antes conocida como Motion Media).
En 2011 se unió al elenco principal de la serie Detectives in Trouble, donde interpretó a Jung Il-do, el jefe de equipo del equipo 2 del departamento de homicidios quien más tarde se convierte en el director, hasta el final de la serie el 26 de abril del mismo año. Originalmente el actor Kim Seung-woo había sido elegido para interpretar a Il-do, pero tuvo que retirarse de la serie por razones personales un mes antes del estreno, por lo que fue reemplazado por Jong-hyuk.
En mayo de 2012 se unió al elenco principal de la serie A Gentleman's Dignity, donde dio vida a Lee Jung-rok, el propietario de la cafetería-bar Mango Six, quien a pesar de estar casado con la rica Park Min-sook (Kim Jung-nan) coquetea con otras mujeres.
El 27 de mayo de 2013 se unió al elenco principal de la serie Dating Agency: Cyrano, donde interpretó a Seo Byung-hoon, un hombre quien después de perder a su mejor amigo en un accidente decide salvar la compañía de teatro de su difunto amigo, hasta el final de la serie el 16 de julio del mismo año.
En marzo de 2015 se unió al elenco principal de la serie Flower of Queen, donde dio vida a Park Min-joon, el hijo mayor de Park Tae-soo (Jang Yong) y aparente heredero de TNC Group.
El noviembre de 2018 se unió al elenco recurrente de la serie Matrimonial Chaos, donde interpretó a Oh Ki-wan, un editor que está interesado en Kang Hwi-roo (Bae Doona).
En enero de 2019 se unió al elenco principal de la serie Spring Turns to Spring, donde dio vida a Lee Hyung-suk, el líder del equipo de Kim Bo-mi (Lee Yoo-ri) en la estación de transmisión.
El 11 de marzo del mismo año hizo su primera aparición especial en la serie He Is Psychometric, donde interpretó a Lee Jung-rok, el padre de Lee Ahn (Park Jin-young), un apasionado oficial de la policía impulsado por la justicia que  muere en un incendio ocasionado por Kang Sung-mo (Kim Kwon).
En septiembre del mismo año se unió al elenco recurrente de la serie  estadounidense Treadstone, donde dio vida al coronel Shin.
En abril de 2020 se unió al elenco principal de la serie Good Casting, donde interpretó a Dong Kwan-soo, el líder del equipo de espías conformado por Baek Chan-mi (Choi Kang-hee), Im Ye-eun (Yoo In-young) y Hwang Mi-soon (Kim Ji-young), hasta el final de la serie en junio del mismo año.

## Filmografía

### Series de televisión
| Año  | Título                                    | Personaje                              | Notas                         | Ref.          |
| ---- | ----------------------------------------- | -------------------------------------- | ----------------------------- | ------------- |
| 2003 | Span Drama                                | -                                      |                               |               |
| 2005 | Green Rose                                | Shin Hyun-tae                          | 22 episodios                  |               |
| 2006 | Hello, God                                | Park Dong-jae                          | 16 episodios                  |               |
| 2006 | Dr. Kkang                                 | Fiscal Seok Hee-jung                   | 16 episodios                  |               |
| 2007 | Crazy For You                             | Lee Hyun-chul                          | 16 episodios                  |               |
| 2007 | Flowers for My Life                       | Cha Young-jae                          | Invitado, ep. 6               |               |
| 2008 | Bicheonmu                                 | Chang-ryong                            |                               |               |
| 2008 | Powerful Opponents (Formidable Rivals)    | Yoo Kwan-pil                           | 16 episodios                  |               |
| 2008 | Byul Soon Geom 2 (Chosun Police Season 2) | Jin Moo-young                          | 20 episodios                  |               |
| 2009 | Temptation of an Angel                    | Jung Sang-mo                           |                               |               |
| 2010 | The Slave Hunters                         | Hwang Chul-woong                       | 24 episodios                  |               |
| 2010 | Please Marry Me                           | Kim Tae-ho                             | 56 episodios                  |               |
| 2010 | The Fugitive: Plan B                      | Traductor                              | Invitado, ep. 2               |               |
| 2011 | Detectives in Trouble                     | Jung Il-do                             | 16 episodios                  |               |
| 2011 | Yeongdeok Women's Wrestling Team          | Park Joo-young                         | Drama Special Season 2, 1 ep. |               |
| 2012 | Vampire Prosecutor                        | Fiscal Jin                             | Aparición especial, ep. 8     |               |
| 2012 | Korean Peninsula                          | Choi Sung-min                          | Ccameo                        |               |
| 2012 | A Gentleman's Dignity                     | Lee Jung-rok                           | 20 episodios                  |               |
| 2013 | Flower Boy Next Door                      | aGurú de Hongdae                       | Aparición especial, ep. 1     |               |
| 2013 | Dating Agency: Cyrano                     | Seo Byung-hoon                         | 16 episodios                  |               |
| 2013 | Master's Sun                              | Lee Jae-seok                           | Aparición especial, ep. 11    |               |
| 2014 | Turning Point                             | Yum Dong-il                            | Drama Festival, 1 episodio    |               |
| 2014 | Pluto Secret Society                      | Excolega de Kang-suk                   |                               |               |
| 2014 | One Sunny Day                             | Young-ho                               |                               |               |
| 2015 | Flower of Queen                           | Park Min-joon                          | 50 episodios                  |               |
| 2015 | Bubble Gum                                | Kang Suk-joon                          | 16 episodios                  | [ 15 ] [ 16 ] |
| 2015 | Reply 1988                                | Sung Sun-woo (voz adulta)              | Aparición especial, ep. 20    |               |
| 2016 | Descendants of the Sun                    | Compañero de Yoo Shi-jin               | Aparición especial, ep. 5     | [ 17 ]        |
| 2018 | Yeonnamdong 539                           | Sang Bong-tae                          | 12 episodios                  | [ 18 ]        |
| 2018 | Matrimonial Chaos                         | Oh Ki-wan                              |                               |               |
| 2019 | Spring Turns to Spring                    | Lee Hyung-suk                          | 32 episodios                  | [ 19 ]        |
| 2019 | Treadstone                                | Coronel Shin                           |                               | [ 20 ]        |
| 2019 | He Is Psychometric                        | Lee Jung-rok                           | Aparición especial, ep. 1 y 8 |               |
| 2019 | Goo Hae Ryung, la historiadora novata     | Jefe de la Turba                       | Aparición especial, ep. 1-2   |               |
| 2020 | Good Casting                              | Dong Kwan-soo                          |                               | [ 21 ] [ 22 ] |
| 2020 | To All The Guys Who Loved Me              | Hombre en la cita a ciegas de Hyun-joo | Aparición especial, ep. 3     |               |
| 2020 | Delayed Justice                           | Heo Sung-yoon                          | Aparición especial, ep. 18-20 | [ 23 ]        |
| 2021 | The Road: Tragedy of One                  | Yoon Dong-pil                          |                               |               |
| 2021 | Police University                         | Prof. Kwon Hyuk-pil                    |                               | [ 24 ]        |
| 2022 | Bad Prosecutor                            | Jin Kang-woo                           | Aparición especial            | [ 25 ]        |
| 2023 | Our Blooming Youth                        | Rey de Joseon                          |                               | [ 26 ]        |
| 2024 | Dog Knows Everything                      | Kim Cheol-seok                         |                               | [ 27 ]        |
| 2025 | Grupo de estudio                          | Pi Yeon-baek                           | Episodio 1                    | [ 28 ]        |

### Películas
| Año  | Título                                       | Personaje                  | Notas                                                                                                  |
| ---- | -------------------------------------------- | -------------------------- | --- |
| 2019 | Shall We Do It Again (Love, Again)           | Dr. Ahn Sang-cheol         | junto a Kwon Sang-woo, Lee Jung-hyun, Sung Dong-il y Jung Sang-hoon                                    |
| 2018 | Unfinished                                   | Choi Gi-cheol              | |
| 2018 | Student A                                    | Maestro                    | |
| 2018 | Notebook from My Mother                      | Gyu-hyeon                  | junto a Lee Joo-shil, Lee Jun-hyeok, Kim Sung-eun, Kim Sun-hwa y Lee Young-ah                          |
| 2015 | The File                                     | Dong-min                   | |
| 2015 | My Sister, The Pig Lady                      | Joon-sup                   | |
| 2011 | Hindsight                                    | Kyung-min                  | junto a Song Kang-ho, Shin Se-kyung, Chun Jung-myung, Esom, Oh Dal-su, Youn Yuh-jung y Jang Young-nam. |
| 2010 | Parallel Life                                | Lee Gang-seong             | junto a Ji Jin-hee, Oh Ji-eun, Park Geun-hyung, Park Byung-eun y Ha Jung-woo                           |
| 2008 | Crush and Blush                              | Seo Jong-cheol             | [ 32 ]                                                                                                 |
| 2008 | Radio Dayz                                   | "K"                        | |
| 2007 | Miss Gold Digger                             | Dong-min                   | junto a Han Ye-seul, Kwon Oh-joong, Kim In-kwon y Son Hoyoung                                          |
| 2007 | A Good Day to Have an Affair                 | Fox #2                     | junto a Kim Hye-soo, Yoon Jin-seo, Jung Eun-pyo y Lee Min-ki                                           |
| 2008 | 4 Horror Tales: Dark Forest                  | Jung Woo-jin               | junto a So Yi-hyun, Kim Hye-sun, Kim Young-joon y Jang Ye-won                                          |
| 2006 | A Dirty Carnival                             | Gánster en la película     | |
| 2005 | Mr. Socrates                                 | Líder del escuadrón Shin   | |
| 2004 | Shinsukki Blues                              | Shin Seok-gi               | junto a Lee Sung-jae, Shin Yi y Kim Hyun-joo                                                           |
| 2004 | Once Upon a Time in High School              | Cha Jong-hoon              | |
| 2000 | General Hospital, The Movie: A Thousand Days | -                          | |
| 1999 | Attack the Gas Station                       | Gánster                    | |
| 1998 | Shiri                                        | Agente Especial Norcoreano | |

### Doblaje
| Año  | Título                | Personaje         | Notas      |
| ---- | --------------------- | ----------------- | ---------- |
| 2012 | Rise of the Guardians | Pitch Black (voz) | (película) |

### Programas de variedades
| Año                    | Título                                                          | Notas                               |
| ---------------------- | --------------------------------------------------------------- | ----------------------------------- |
| 2020                   | 이슈 픽 쌤과 함께                                               |                                     |
| 2018 - 2019            | Law of the Jungle in Northern Mariana Islands                   | (ep. #344-348) - miembro            |
| 2018 - 2019            | Rooftop Makgeolli                                               | 16 episodios - miembro              |
| 2018                   | Movie Room                                                      | (ep. #10) - invitado                |
| 2018                   | Video Star: Season 2                                            | (ep. #103) - invitado               |
| 2018                   | Running Man                                                     | (ep. #397, 401, 404) - invitado     |
| 2017                   | Knowing Bros                                                    | (ep. #86) - invitado                |
| 2017                   | 술로라이프                                                      |                                     |
| 2016, 2018             | Battle Trip                                                     | (ep. #9-10, 81-82) - miembro        |
| 2016                   | House Cook Master Baek Season 2 (집밥 백선생 2)                 | miembro                             |
| 2016                   | Replies That Make Us Flutter (상상극장 우.설.리)                | 2 episodios - presentador           |
| 2016                   | Kim Je-dong's Talk to You (김제동의 톡투유 - 걱정 말아요! 그대) | (ep. #80) - invitado                |
| 2014                   | Welcome Back to School (Off To School)                          | (ep. #19-22, 23-25) - miembro       |
| 2014                   | Comedy Big League (코미디빅리그)                                |                                     |
| 2014                   | Live Talk Show Taxi (현장토크쇼 택시)                           | (ep. #310) - invitado               |
| 2014                   | Dad! Where Are We Going? Season 2                               | narrador                            |
| 2013                   | Dad! Where Are We Going? Season 1                               | miembro                             |
| 2013, 2017             | Radio Star                                                      | (ep. #311, 526) - invitado          |
| 2012                   | Jungle Love                                                     | narrador                            |
| 2012                   | Win Win 8승승장구)                                              | (ep. #126) - invitado               |
| 2012                   | Go Show (고쇼)                                                  | (ep. #11) - invitado                |
| 2012                   | Sunday Night: God of Victory (일밤: 승부의 신)                  | (ep. #1178-1179) - invitado         |
| 2008, 2010, 2011, 2012 | Happy Together: Season 3                                        | (ep. #43, 151, 186, 274) - invitado |
| 2007, 2008             | Ya Shim Man Man (야심만만 만명에게 물었습니다)                  | (ep. #219, 239) - invitado          |
| 2007, 2008             | Come to Play (공감토크쇼 놀러와)                                | (ep. #129) - invitado               |
| 2007                   | Sang Sang Plus (상상더하기)                                     | (ep. #160) - invitado               |

### Programas de radio
| Año  | Título                         | Notas    |
| ---- | ------------------------------ | -------- |
| 2016 | EBS 책 읽는 라디오 낭독 시리즈 | invitado |

### Teatro
| Año         | Título                   | Personaje                     | Notas  |
| ----------- | ------------------------ | ----------------------------- | ------ |
| 2017        | 스페셜 라이어            | 존 스미스                     |        |
| 2009        | Rain Man (레인맨)        | Charlie Babbitt               | [ 40 ] |
| 2003        | 19 and 80 (19 그리고 80) | Harold (해롤드)               |        |
| 1999 - 2000 | Liar (라이어)            | 형사 트로우튼 / 바비 프랭클린 |        |
| 1998        | 스트라이더               | -                             |        |
| 1997        | 서푼짜리 오페라          | -                             |        |

### Musicales
| Año                   | Título                             | Personaje                  | Notas                                                   |
| --------------------- | ---------------------------------- | -------------------------- | ------------------------------------------------------- |
| 2016, 2017-2018, 2020 | 42nd Street (브로드웨이 42번가)    | Julian Marsh (줄리안 마쉬) |                                                         |
| 2017                  | 올 댓 뮤지컬                       | -                          |                                                         |
| 2016 - 2017           | 보디가드                           | -                          |                                                         |
| 2014 - 2016           | Chicago (시카고)                   | Billy Flynn (빌리 플린)    |                                                         |
| 2012 - 2014           | Le Passe-Muraille (벽을 뚫는 남자) | Dusoleil (듀티율)          |                                                         |
| 2013                  | Man Who Goes through Walls         | -                          | junto a Choi Soo-jin                                    |
| 2011 - 2012           | 200 Pounds Beauty (미녀는 괴로워)  | Han Sang-jun (한상준)      | junto a Oh Man-seok, Bada, Park Gyu-ri y Lee Byeong-jun |
| 2008                  | Singles (싱글즈)                   | Su-heon (수헌)             |                                                         |
| 2006                  | Dracula (드라큘라)                 | Dracula                    |                                                         |
| 2001 - 2002           | Oh! Happy Day (오! 해피데이)       | 수로                       |                                                         |
| 2001                  | Blood Brothers (의형제)            | 현민                       |                                                         |
| 2001                  | The Threepenny Opera               | -                          |                                                         |

### Apariciones en videos musicales
| Año  | Artista                | Canción       | Notas |
| ---- | ---------------------- | ------------- | ----- |
| 2013 | Im Chang-jung (임창정) | "문을 여시오" |       |

### Anuncios / Endorsos
| Año  | Título             | Notas                |
| ---- | ------------------ | -------------------- |
| 2013 | Casa Living        | junto a Lee Joon-soo |
| -    | Clothing Bonmakseu |                      |

### Revistas / sesiones fotográficas
| Año  | Título           | Notas                                                               |
| ---- | ---------------- | ------------------------------------------------------------------- |
| 2013 | InStyle Magazine | junto a Lee Chun-hee, Hong Jong-hyun, Cho Yoon-woo y Choi Soo-young |

## Discografía
| Año  | Título | Álbum               | Notas |
| ---- | ------ | ------------------- | ----- |
| 2006 | Ae soo | OST de "Hello, God" |       |

## Premios y nominaciones
| Año  | Categoría                                                      | Premios                                         | Trabajo                             | Resultado |
| ---- | -------------------------------------------------------------- | ----------------------------------------------- | ----------------------------------- | --------- |
| 2020 | Excellence Award, Actor in a Miniseries Genre/Action Drama     | 28th SBS Drama Award                            | Good Casting                        | Nominado  |
| 2019 | Top Excellence Award, Actor in a Wednesday-Thursday Miniseries | MBC Drama Award                                 | Spring Turns to Spring              | Nominado  |
| 2019 | Best Lead Actor                                                | Best Star Award                                 | -                                   | Ganó      |
| 2019 | 베스트 주연상                                                  | 제8회 대한민국 베스트 스타상 (한국영화배우협회) | Shall We Do It Again                | Ganó      |
| 2015 | Top Excellence Award, Actor in a Special Project Drama         | 34th MBC Drama Award                            | Flower of Queen                     | Nominado  |
| 2014 | Best Actor in a Drama Short                                    | MBC Drama Award                                 | Turning Point                       | Nominado  |
| 2013 | Star of the Year                                               | MBC Entertainment Award                         | Dad! Where Are We Going?            | Ganó      |
| 2012 | Special Acting Award, Actor in a Weekend/Daily Drama           | SBS Drama Award                                 | A Gentleman's Dignity               | Ganó      |
| 2012 | Best Dressed                                                   | Herald DongA TV Lifestyle Award                 | -                                   | Ganó      |
| 2011 | Excellence Award, Actor in a One-Act/Special/Short Drama       | KBS Drama Award                                 | Yeongdeok Women's Wrestling Team    | Nominado  |
| 2010 | Excellence Award, Actor in a Daily Drama                       | KBS Drama Award                                 | Please Marry Me                     | Ganó      |
| 2010 | Top Excellence Award, Actor                                    | KBS Drama Award                                 | Please Marry Me y The Slave Hunters | Nominado  |
| 2010 | Second Prize - Daily Series Actor                              | KBS Drama Award                                 | Please Marry Me                     | Ganó      |
| 2010 | Best Couple Award (junto a Kim Ji-young)                       | KBS Drama Award                                 | Please Marry Me                     | Nominados |
| 2008 | Excellence Award, Actor in a Miniseries                        | KBS Drama Award                                 | Formidable Rivals                   | Nominado  |
| 2008 | Netizen Award, Actor                                           | KBS Drama Award                                 | Formidable Rivals                   | Nominado  |
| 2001 | Best New Actor                                                 | Seoul Performing Arts Festival                  | -                                   | Ganó      |